# Ma Zhenxia
Ma Zhenxia (1 de agosto de 1998) es una deportista de China que compite en atletismo. Ganó una medalla de oro en el Campeonato Mundial de Atletismo Sub-20 de 2016, en la prueba de 10 km marcha.